# Kosice (ort)
Kosice är en ort i Tjeckien. Den ligger i den centrala delen av landet, 80 km öster om huvudstaden Prag. Kosice ligger 224 meter över havet och antalet invånare är 314.
Terrängen runt Kosice är platt. Runt Kosice är det ganska tätbefolkat, med 52 invånare per kvadratkilometer. Närmaste större samhälle är Chlumec nad Cidlinou, 6,0 km sydväst om Kosice. Trakten runt Kosice består till största delen av jordbruksmark.